# مقاطعة وورث (آيوا)
مقاطعة وورث (بالإنجليزية: Worth County)‏ هي إحدى مقاطعات ولاية آيوا في الولايات المتحدة الأمريكية.